# Michel Platini
« Platini » redirige ici. Pour les autres significations, voir Platini (homonymie).
Michel Platini, né le 21 juin 1955 à Jœuf (Meurthe-et-Moselle), est un footballeur international français évoluant au poste de milieu de terrain du début des années 1970 jusqu'en 1987, avant de devenir sélectionneur puis dirigeant sportif.
Meneur de jeu emblématique de l'équipe de France de 1976 à 1987, et en club, de l'AS Nancy-Lorraine, de l'AS Saint-Étienne, puis de la Juventus de Turin, et auteur de 353 buts durant sa carrière, Michel Platini est considéré comme un des meilleurs joueurs de football de l'histoire. Le magazine France Football le désigne meilleur footballeur français du XXe siècle, devant Zinédine Zidane et Raymond Kopa, tandis que la Juventus de Turin l'a élu meilleur « Bianconero » de tous les temps. Il est le premier footballeur à remporter le trophée du Ballon d'or trois fois consécutivement entre 1983 et 1985 (record battu par Lionel Messi remportant le trophée quatre fois de suite entre 2009 et 2012). Il fait partie de l'équipe mondiale du XXe siècle établie par la Fédération internationale de football association (FIFA) en 1998.
Avec l'équipe de France, Michel Platini est cinquante fois le capitaine de 1979 à 1987. Il soulève son premier trophée international à l'issue du Championnat d'Europe de football 1984 disputé en France et remporté en finale face à l'Espagne sur le score de deux buts à zéro, et est deux fois demi-finaliste de la Coupe du monde, en 1982 en Espagne et en 1986 au Mexique. Lors du Championnat d'Europe de football 1984, il établit un record de neuf buts marqués durant ce seul tournoi.
Michel Platini met un terme à sa carrière de joueur sous le maillot de la Juventus de Turin à la fin de la saison 1987, à l'âge de 32 ans. Il devient ensuite sélectionneur de l'équipe de France de football de 1988 à 1992, puis coorganisateur avec Fernand Sastre de la Coupe du monde de football 1998 organisée en France.
Michel Platini est, à partir du 26 janvier 2007, président de l'Union des associations européennes de football (UEFA), succédant à Lennart Johansson. Il est réélu pour un deuxième mandat en 2011, et pour un troisième en 2015. Dans un premier temps candidat à la présidence de la FIFA, il est suspendu de ses fonctions le 8 octobre 2015 et, deux mois plus tard, la Commission d'éthique de la FIFA, qui le soupçonne d'avoir reçu un « paiement déloyal » de la part de Sepp Blatter, le prive de toute activité en relation avec le football durant huit ans. Le 24 février 2016, la cour d'appel de la FIFA réduit la suspension à six ans. Le 9 mai 2016, une nouvelle décision du tribunal arbitral du sport réduit la suspension à quatre ans. Le 24 mai 2018, il est innocenté par la justice suisse dans l'affaire du paiement de 1,8 million d'euros sans contrat écrit.

## Biographie

### Le joueur

#### Origine familiale
Michel François Platini est le fils d'Aldo Platini (10 novembre 1927-14 décembre 2017), et d'Anna Piccinelli (29 juillet 1929-25 avril 2015),.
Aldo Platini est né à Fresnes-en-Woëvre en Lorraine. Il est le fils d'immigrés italiens originaires de Novare dans le Piémont venus s'installer en Lorraine après la Première Guerre mondiale comme bon nombre d'Italiens et de Polonais venus travailler dans les mines de fer ou la sidérurgie en Lorraine. La région de Jœuf en Meurthe-et-Moselle est d'ailleurs surnommée la petite Italie,. Aldo est un joueur de football amateur qui n'ose pas franchir le pas du professionnalisme, préférant épouser une carrière plus stable de professeur de mathématiques. Il est capitaine de l'équipe amateur de Lorraine et approché par des équipes professionnelles autour de ses 28 ans, trop tard à son goût. Michel est élevé dans un milieu sportif, ses oncles jouant au basket-ball. Son père reste également très proche des terrains, devenant entraîneur de l'AS Jœuf en Division d'honneur, puis de l'équipe de Division 3 de l'AS Nancy-Lorraine lors du départ de son fils. La mère de Michel, Anna Platini (née Piccinelli), est la fille du patron du Café des sportifs de Jœuf. Ces racines italiennes marquent Michel Platini dès son enfance, influant sur sa carrière sportive et sur son choix de jouer pour la Juventus de Turin.

#### Jeunesse et formation
Michel Platini est tout de suite attiré par le football, se lançant des défis seul sur un terrain, comme toucher le montant du but. Il est constamment conseillé par son père qui le fait travailler physiquement et tactiquement, notamment sur le principe d'anticipation (sauter avant son adversaire, savoir à qui l'on va passer la balle avant de la recevoir). Il fait ses classes au petit club local de l'AS Jœuf, où il signe sa première licence en pupille (10 septembre 1966). Il joue toujours avec plus grand et plus âgé que lui (à neuf ans en benjamin par exemple).
Michel Platini échoue totalement lors de la finale du concours du jeune footballeur en 1969, mais parvient à se faire remarquer à l'occasion d'un match de Coupe Gambardella. Il n'a que seize ans, et brille déjà de mille feux au sein de la formation junior de l'AS Jœuf qui affronte les juniors du FC Metz. Convoqué au stage de présélection du club messin, Michel Platini, blessé, ne peut pas y participer. L'entraîneur messin change alors de club et Michel Platini est radié des listes. À seize ans et demi, il joue pour l'équipe première de Jœuf en Promotion d'Honneur avec le numéro 9 dans le dos et est élu meilleur buteur de toute la France à ce niveau.
En 1972, le FC Metz invite à nouveau Michel Platini à un stage de présélection, mais le test de capacité respiratoire tourne mal. Après pas moins de dix essais au spiromètre, il s'évanouit. Le médecin diagnostique une insuffisance cardiaque sur la base des seuls résultats du spiromètre. Michel Platini ne jouera donc pas pour Metz. Il opte pour l'AS Nancy-Lorraine qui l’intègre à l'équipe réserve en septembre de la même année. Il fait la connaissance de Jean-Michel Moutier, jeune portier de la réserve, qui devient rapidement son ami[réf. nécessaire].

#### Michel Platini à l'AS Nancy-Lorraine (1972-1979)
L'espoir lorrain choisit le football plutôt que les études. Il devient stagiaire à l'AS Nancy-Lorraine, en forêt de Haye. Avant même de commencer à jouer avec l'équipe réserve en Division 3, à l'automne 1972, Michel Platini est douzième homme de l'équipe professionnelle face à l'US Valenciennes-Anzin. Son premier contact avec l'élite est pénible. Il assiste impuissant, du banc de touche, à une véritable émeute en tribune. Il est atteint par plusieurs projectiles et des crachats. À ses débuts sous les couleurs de l'AS Nancy-Lorraine, Michel Platini marque trois buts face à l'ASCA Wittelsheim en D3 avec la réserve. Quelques jours plus tard, il est blessé par un défenseur strasbourgeois à l'occasion d'un match de réserve : double fracture de la malléole de la jambe droite. En troisième division, l'équipe rate le titre, à deux points derrière le CS Vittel. Cette délicate saison s'achève cependant bien pour Platini, lui permettant de faire de grands débuts en Division 1. À sept matches de la fin de la saison, Michel Platini est aligné d'entrée face au Nîmes Olympique le 2 mai 1973, en remplacement de l'ailier gauche de l'équipe première, indisponible à la suite d'une blessure. Il joue ensuite contre le CS Sedan Ardennes puis contre l'Olympique lyonnais où il inscrit ses deux premiers buts. Par la suite, Antoine Kuszowski reprend sa place, mais Michel Platini reste douzième homme jusqu'à la fin de saison, ce qui lui permet de rentrer en jeu à chaque match.
Après un an loin des siens à travailler à l'entraînement le matin puis la comptabilité l'après-midi, il s'installe en ville avec sa famille à la suite de la nomination à la tête de l'équipe juniors du club d'Aldo Platini par le président et ami Claude Cuny. À l'aube de la saison 1973-1974, Michel Platini est reclassé amateur. Il rejoue donc en Division 3 jusqu'au 14 novembre 1973, date à laquelle il rejoint l'équipe professionnelle pour jouer chez l'OGC Nice. Il est ensuite titulaire à part entière du onze lorrain qui descend en deuxième division en juin 1974. Aldo Platini emmène l'équipe juniors en finale de la Coupe Gambardella 1974 dont les deux vedettes s'appellent Michel Platini et Olivier Rouyer.
Lors de la saison 1974-1975 de D2, l'AS Nancy-Lorraine se promène et retrouve rapidement l'élite. Dans l'antichambre du football français, Michel Platini s’aguerrit, apprend à éviter les coups et s'engage davantage, mais il marque surtout beaucoup plus, dix-sept buts en championnat, certains d'entre eux étant inscrits sur coup franc, dont il se fait une spécialité dès cette période. Il réalise deux de ses meilleurs matchs de la saison en huitième-de-finale de la Coupe de France face à l'AS Saint-Étienne. Le gardien stéphanois Ivan Ćurković se laisse tromper deux fois par ces coups francs diaboliques qui contournent le mur des défenseurs en une courbe toujours imprévisible pour aller se loger dans la lucarne. C'est avec son ami Jean-Michel Moutier que Michel Platini travaille ses coups francs tandis que les mannequins de mousse qui forment le mur sont déjà présents.

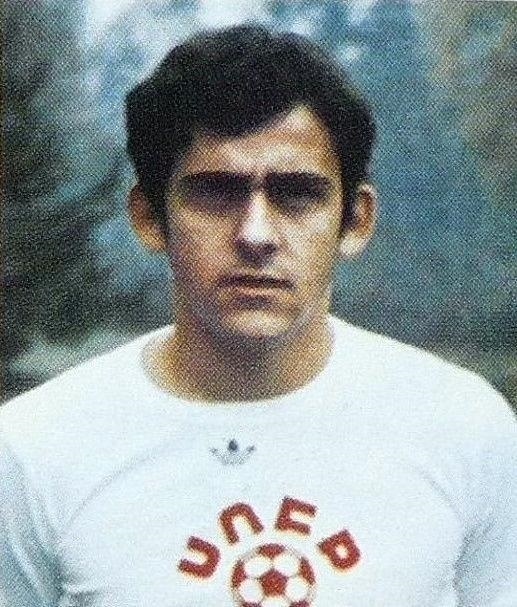
Michel Platini sous les couleurs de l'AS Nancy-Lorraine (1975).

En parallèle à ses activités militaires, Michel Platini rejoint, le plus souvent possible, son club qui évolue désormais à nouveau en Division 1. Lors d'un match joué à Laval, le public mayennais chambre Michel Platini, qui, vexé, marque trois buts. Mais hélas, la soirée se termine mal, avec une nouvelle blessure. La presse titre alors : « la saison de Platini est terminée », et annonce une nouvelle opération du ménisque. Il n'en est rien. Michel Platini évite l'opération et retrouve les terrains deux semaines après. Ce retour tombe bien, car l'AS Nancy-Lorraine affronte dans la foulée l'Olympique de Marseille au Parc des Princes en demi-finale de la Coupe de France. Michel Platini signe de la tête l'unique but lorrain, mais il est contraint de quitter le terrain sur blessure. L'AS Nancy-Lorraine s'incline finalement 4-1.
De retour de Montréal, Michel Platini signe son premier contrat professionnel avec Nancy pour deux saisons (durant la saison 1977-1978, le salaire de Michel Platini est de 6 400 francs). C'est toutefois l'équipe de France qui occupe tous les esprits avec, en point de mire, la qualification au Mondial 1978 en Argentine. Le match décisif se tient le 16 novembre 1977 au Parc des Princes face à la Bulgarie. Michel Platini est parfait dans son rôle de chef d'orchestre et les Bleus s'imposent 3-1. Ils disputeront la phase finale de la Coupe du monde 1978 après une attente de douze ans.
Divine surprise à l'occasion de la publication du classement du Ballon d'or fin décembre 1977 : le jeune Michel Platini pointe au troisième rang, palmarès qui intervient peu de temps avant son transfert manqué à l'Inter Milan. Avant de disputer la Coupe du monde en Argentine, Michel Platini s'offre la Coupe de France 1978 avec son club. Il signe l'unique but de la finale contre l'OGC Nice. Il reçoit, en tant que capitaine de l'AS Nancy-Lorraine, son premier trophée majeur des mains du Président de la république Valéry Giscard d'Estaing.
À l'amorce de la saison 1978-1979, il est pris en grippe par le public, qui le juge responsable de l'échec français lors du Mondial 1978 argentin et évolue sous les sifflets jusqu'à un certain match au stade Geoffroy-Guichard de Saint-Étienne. Galvanisé par les sifflets qui lui sont adressés, Michel Platini met les bouchées doubles face à l'AS Saint-Étienne. Il dispute chaque ballon, et sur l'un des tacles qu'il tente, sa cheville se bloque : triple fracture de la malléole qui lui fait manquer les matches de l'édition 1978-1979 de la Coupe des coupes de l'AS Nancy-Lorraine. Michel Platini se tord de douleur sous les sifflets du public stéphanois. Le contrat liant Michel Platini et l'AS Nancy-Lorraine arrive à son terme en juin 1979. Le président nancéien tente alors un coup de force pour conserver son joueur, mais Michel Platini n'apprécie pas cette intervention. Il quitte le club lorrain à la fin de son contrat.
Quatre clubs se détachent alors, l'Inter Milan, le PSG, le FC Nantes et l'AS Saint-Étienne. Le joueur est proposé par Jean-Luc Lagardère, patron d'Europe 1, au FC Nantes, mais le conseil d'administration du club se prononce alors contre sa signature (en coulisse, Henri Michel aurait vu d'un mauvais œil la signature d'un concurrent comme Michel Platini à son poste). Le 1er juin 1979, il signe un contrat de trois ans pour une somme d'environ deux millions de francs chez le club phare des années 1970, l'AS Saint-Étienne, finaliste de la Coupe des clubs champions européens en 1976 mais dont les résultats baissent en cette fin de décennie.

#### Michel Platini à l'AS Saint-Étienne (1979-1982)
Les trois années de Michel Platini à l'AS Saint-Étienne se soldent par un bilan mitigé. En recrutant Michel Platini, l'objectif du club est de remporter une coupe d'Europe. Mais, malgré quelques coups d'éclat en Coupe de l'UEFA, notamment contre le PSV Eindhoven, laminé 6-0 à Geoffroy-Guichard en 16e de finale de la Coupe UEFA 1979-1980, et contre le Hambourg SV écrasé 5-0 en Allemagne (avec deux buts de Michel Platini) en 1/8e de finale de la Coupe UEFA 1980-1981, l'AS Saint-Étienne se fait sèchement battre lors des quarts de finale de ces deux éditions. En Coupe des clubs champions européens, ils ne dépassent pas le tour préliminaire lors de l'édition 1981-1982.
Sur un plan national, l'AS Saint-Étienne demeure lors du passage du joueur l'un des piliers du championnat. Après une troisième place en 1980, Michel Platini remporte son seul titre de champion de France en 1981, le dixième du club stéphanois (un record encore en 2021). Il marque notamment deux fois lors de la 38e journée face aux Girondins de Bordeaux (2-1). L'année suivante, sa dernière sous le maillot vert, il termine deuxième. Michel Platini inscrit respectivement 16, 20 et 22 buts lors de ses trois saisons stéphanoises en championnat et termine même 3e meilleur buteur en 1982.
Platini échoue cependant à deux reprises en finale de la Coupe de France. Tout d'abord face au Sporting Club de Bastia, défaite 2-1 en 1981, puis l'année suivante contre le Paris Saint-Germain (2-2, puis 6 tirs au but à 5) malgré deux buts de sa part durant le match, son dernier avec l'AS Saint-Étienne. Il aura alors joué avec le club stéphanois 146 matches pour un total de 82 buts.
Michel Platini garde de ses années dans le Forez un souvenir contrasté. Pour le meilleur, un titre de champion de France dans un des meilleurs clubs français et le pic de sa forme physique. Michel Platini estime lui-même que c'est en 1982 à l'AS Saint-Étienne qu'il était le plus fort individuellement. Pour le pire, outre l'absence d'un trophée européen et ces deux défaites en finale de Coupe de France, l'affaire de la « caisse noire » où il a perçu illégalement, comme d'autres joueurs de l'AS Saint-Étienne, une somme importante en liquide (880 000 francs). Transféré à la Juventus de Turin durant l'été 1982, Michel Platini est rattrapé par la justice pour cette affaire. Il est condamné à une peine de prison avec sursis, qui est par la suite amnistiée.

#### Michel Platini à la Juventus de Turin (1982-1987)

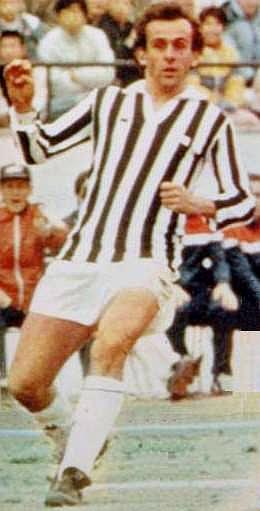
Michel Platini avec la Juventus de Turin lors de la Coupe intercontinentale 1985.

Le 11 août 1982, Michel Platini joue sa première rencontre avec le maillot des Bianconeri en match amical contre le FC Casale ASD où il marque un but. Mais, c'est en Coupe d'Italie contre le Calcio Catane sept jours plus tard, qu'il fait ses grands débuts officiels. Le 22 août, dans cette compétition, il inscrit sa première « vraie » réalisation avec la Juventus de Turin contre Pescara. Enfin en septembre 1982, sur une passe de Zbigniew Boniek, il marque son premier but en Serie A lors de la deuxième journée contre le Cesena FC.
Mais, au sein d'une équipe comptant six champions du monde (l'Italie vient de s'imposer au Mondial 1982), Michel Platini connaît un début de saison délicat en raison d'un placement sur le terrain qui l'indispose, mais surtout d'une pubalgie qui le gêne jusqu'en janvier 1983. Pris en grippe par une presse spécialisée extrêmement exigeante, il est même tout proche de quitter l'Italie durant l'hiver. Il convient de préciser que l'actionnaire principal du club, Giovanni Agnelli dit « l'Avvocato », a dès le début pris conscience du potentiel énorme de sa nouvelle recrue. Plus de 20 ans après, dans un entretien accordé à l'Équipe Magazine, pour le numéro exceptionnel « 100 % Platini » de juin 2008, son coéquipier de l'époque et ami, le Polonais Zbigniew Boniek, a apporté la confirmation de l'admiration que portait Giovanni Agnelli à son joueur vedette : « Quand Agnelli voyait Platini, il avait des frissons ».
Donc à la trêve, fort du soutien de « l'Avvocato », Michel Platini et Zbigniew Boniek tapent du poing sur la table et obtiennent de l'entraîneur Giovanni Trapattoni une évolution tactique de l'équipe. La seconde partie de la saison 1982-1983 est beaucoup plus intéressante pour la Vecchia Signora (en français : la Veille Dame) qui termine vice-championne d'Italie (le scudetto gagné par l'AS Rome) et remporte la Coupe d'Italie 1983 contre le Hellas Vérone (0-2 ; 3-0, avec deux buts de Michel Platini en match retour). En Coupe d'Europe des clubs champions (C1), la Juventus de Turin vole de succès en succès, mais est battue en finale par le Hambourg SV 1-0. Michel Platini a fortement contribué à cette épopée européenne. Il marque un but à l'aller et au retour contre le Hvidovre Copenhague et un autre en demi-finale contre les Polonais du Widzew Łódź. Mais c'est en quart de finale retour contre Aston Villa que Michel Platini a réalisé son match le plus abouti. La Juventus de Turin gagne en effet 3-1 avec deux buts du Lorrain. La presse italienne connue pourtant pour sa sévérité lui décerne la note rarissime de 9/10. Le journal italien Tuttosport écrit même : « Platini a joué ce soir comme un extraterrestre, et nous n'exagérons pas ».

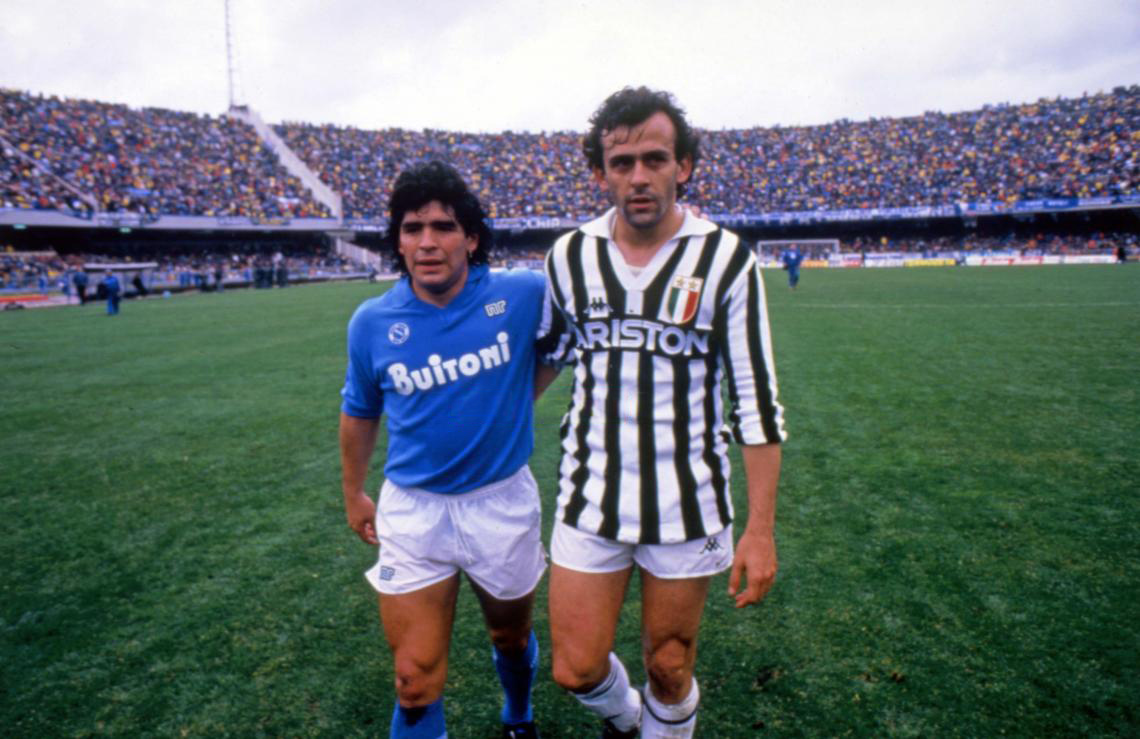
Michel Platini et Diego Maradona au Stade San Paulo après que Naples a remporté la victoire 2-1 sur la Juventus de Turin lors du championnat d'Italie de football (1987).

La suite de la carrière de Michel Platini à la Juventus de Turin sera une succession de trophées. Il remporte avec son club le championnat d'Italie en 1984 et 1986, la Coupe d'Europe des vainqueurs de coupe en 1984 face au FC Porto, la Supercoupe de l'UEFA en 1984, la Coupe d'Europe des clubs champions et la Coupe intercontinentale en 1985 contre l'Argentinos Juniors (2-2, puis 6 tirs au but à 5). À cette occasion, il marque le pénalty de la victoire lors de la séance des tirs au but, un autre aussi durant le temps réglementaire, mais surtout un but exceptionnel (à l'entrée de la surface de réparation, il contrôle le ballon, lobe un défenseur puis enchaîne une reprise de volée qui vient se loger dans la lucarne axiale du gardien), malheureusement refusé pour un hors-jeu de position contestable. D'autre part, de 1983 à 1985, Michel Platini termine également trois fois consécutivement meilleur buteur du championnat d'Italie. Il est reconnu comme le meilleur joueur européen en recevant à trois reprises le Ballon d'or de 1983 à 1985,,. « C'est un génie, un homme né pour le football », confesse son entraîneur Giovanni Trapattoni. Il est la star incontestée de la Juventus de Turin et les Italiens l'appellent « Le Roi Michel ».

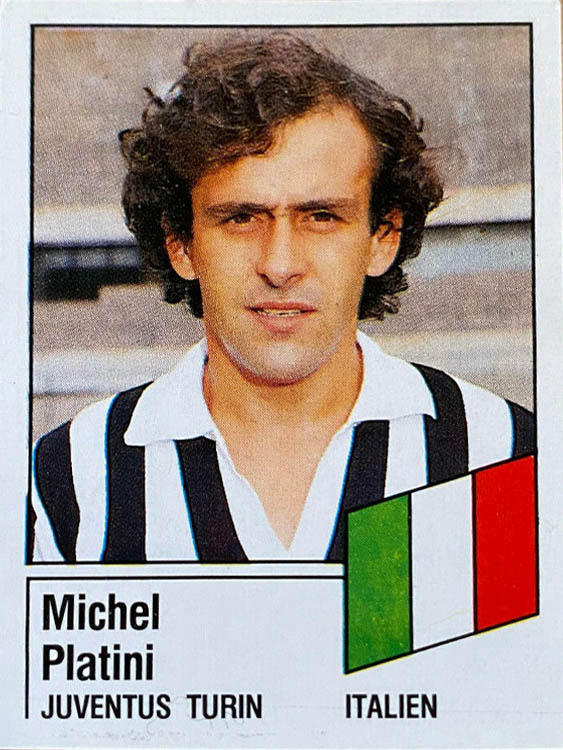
Michel Platini sous les couleurs de la Juventus de Turin (1987).

La finale européenne de 1985, disputée au stade du Heysel contre Liverpool FC, aurait dû être le sommet de sa carrière avec la Juventus de Turin. Mais le drame du Heysel constitue sans conteste le plus pénible souvenir de sa carrière. Auteur du seul but de la rencontre, Michel Platini se retrouve au centre d'une polémique médiatique dans les jours qui suivent le drame, certains lui reprochant son manque de retenue dans la célébration de la victoire. Mais Michel Platini se défendra en soutenant que tout comme l'ensemble des joueurs de la rencontre, il avait été laissé dans l'ignorance de l'ampleur du drame. En 1987, il écrit : « Avec son cortège d'innocentes victimes, avec le visage bleui de ces martyrs, enfants ou adultes, femmes ou hommes, le Heysel doit rester gravé dans toutes les mémoires comme un symbole. À Bruxelles, dans ce maudit stade du Heysel, la mort est inscrite à jamais. (...) Le match a eu lieu, dur, mais régulier, loyal. Quelque chose comme le football tentant de se redonner une dignité ». Et son fameux « geste de joie » au coup de sifflet final n'était qu'un « mouvement de rage libérateur ».

« J'ai joué à Nancy car c'est le club de ma ville, à Saint-Étienne car c'est le meilleur club de France, et à la Juventus car c'est le meilleur club du monde. »

— Michel Platini, 16 mai 1987.
Usé physiquement, Michel Platini dispute une ultime saison à la Juventus de Turin avant de prendre sa retraite sportive le 17 mai 1987. Lors de son dernier match avec son club (qui termine deuxième du championnat) contre Brescia Calcio (victoire 3-2), près de trente mille tifosi viennent lui dire adieu.

#### En équipe de France (1973-1987)
Repéré par les instances parisiennes après ses premiers coups d'éclat en Coupe Gambardella, Michel Platini n'a jamais pu honorer la moindre sélection en équipe de France junior en raison de blessures. Le 26 septembre 1973, il effectue ainsi ses grands débuts avec le maillot bleu de l'équipe de France amateurs. Au cours de la saison 1974-1975, Michel Platini est efficace avec cette équipe amateur qui va notamment gagner en Allemagne pour la première fois depuis cinquante ans.

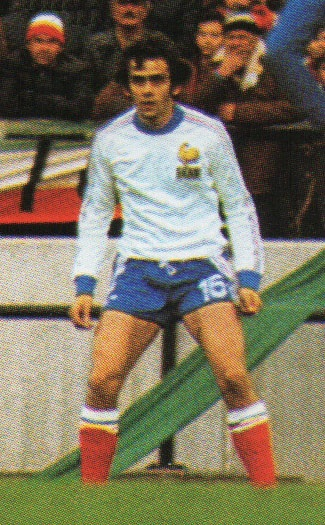
Michel Platini durant la Coupe du monde 1978 organisée en Argentine.

Les obligations militaires du soldat Michel Platini lui font revêtir l'uniforme pendant l'été 1975. Comme tous les sportifs de haut niveau, il est affecté au bataillon de Joinville où il fait équipe avec une promotion de talent aux côtés de Maxime Bossis, Éric Pécout et Omar Sahnoun, sans oublier ses amis nancéiens Olivier Rouyer et Jean-Michel Moutier. À cette occasion, Michel Platini défend les couleurs des équipes de France militaire, espoir et en olympique. Avec l'équipe olympique, Michel Platini et ses coéquipiers éliminent, avec la manière, la redoutable formation de Roumanie, qui aligne pourtant son équipe A. Le 3 décembre 1975, lors du match aller qui se tient à Blois, Michel Platini est brillant et les jeunes Français remportent la partie par quatre buts à zéro. Michel Platini devient alors une vedette en France. Au match retour, malgré une défaite 1-0 à Bucarest, la France se qualifie pour les JO de Montréal auxquels participe Michel Platini.
Trois jours après cette qualification, Michel Platini est sélectionné avec l'équipe de France A contre la Tchécoslovaquie. Le match a lieu le 27 mars 1976 (2-2). C'est également une première pour le nouveau sélectionneur des Bleus : Michel Hidalgo.
Le tournoi olympique 1976 débute pour les Bleus le 19 juillet face au Mexique, balayé quatre buts à zéro. Même score face au Guatemala, avec deux buts signés Michel Platini. La phase de poule s'achève sur un match nul face à Israël ; Michel Platini marque un but sur penalty. La France dispute alors un quart de finale face à l'Allemagne de l'Est. Cette formation est en fait l'équipe A de la République démocratique allemande (RDA). Avec un arbitrage plus que douteux, les Français terminent le match à neuf et les Allemands passent le tour.
Lors des matches de préparation pour la Coupe du monde, il convient de signaler celui disputé le 8 février 1978 à Naples face à l'Italie. Michel Platini est éblouissant devant tous les recruteurs des clubs italiens venus superviser la nouvelle petite merveille française. Michel Platini stupéfie tout le monde en trompant deux fois, le gardien Dino Zoff, sur coup franc direct. La première tentative n'est pas validée par l'homme en noir qui n'avait pas sifflé. Dino Zoff pense avoir évité le pire, car Michel Platini trouve le mur lors de sa seconde tentative. Quelques minutes plus tard, nouveau coup franc aux abords de la surface italienne. Dino Zoff prend alors bien garde de couvrir son angle droit, mais Michel Platini le trompe par la gauche. Dino Zoff reste pétrifié. Ses tête-à-tête avec Dino Zoff et sa classe, au cours de cette partie retransmise par la télévision italienne, en font une vedette en Italie.

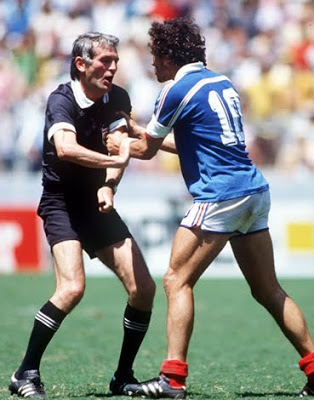
Michel Platini et l'arbitre roumain Ioan Igna durant la Coupe du monde 1986.

Lors de la Coupe du monde, dans le même groupe que l'Italie et l'Argentine, la France est trop tendre pour espérer s'en sortir. À l'occasion de ce Mondial 1978, Michel Platini n'a pas grand-chose à se reprocher, marquant même un but contre l'Argentine qui gagne néanmoins la partie par 2 buts à 1. Avec l'équipe FIFA, il bat le champion du monde argentin le 25 juin 1979 à Buenos Aires (avec le jeune Diego Maradona).
Durant sa période stéphanoise, il s'affirme en équipe de France, au sein de laquelle il devient sous le numéro 10 un capitaine indispensable. En 1981, Michel Platini extirpe les Bleus de leur groupe de qualification pour la Coupe du monde 1982 grâce à un coup franc « platinien » marqué contre les Pays-Bas lors du match décisif pour la qualification.
Au Mondial espagnol de 1982, les Bleus se hissent jusqu'en demi-finale contre la République fédérale d'Allemagne (RFA), pour une rencontre de légende perdue à l'issue de l'épreuve des tirs au but. Paradoxalement, Michel Platini considère aujourd'hui ce match comme le plus grand souvenir de sa carrière. Dans cette coupe du monde, le Lorrain aura marqué deux buts, un du droit contre le Koweït en phase de poule et un sur pénalty contre la RFA.
En 1984, il remporte le Championnat d'Europe des nations organisé en France en marquant neuf buts (cinq du pied droit contre le Danemark, la Belgique, la Yougoslavie, le Portugal et l'Espagne, deux du gauche, deux de la tête) en seulement cinq rencontres (il réalise le triplé contre la Belgique battue 5-0 et la Yougoslavie défaite 3-2 sur un coup du chapeau parfait : trois buts consécutifs, dans la même mi-temps, du gauche, de la tête et pour finir du droit sur coup franc direct). Il débloque la finale contre l'Espagne grâce à un coup franc qui trompe le portier espagnol Luis Arconada et offre ainsi à la France son premier titre majeur en football. Dans une interview au journal L'Équipe en 2008, l'ancien joueur yougoslave Safet Sušić dira : « mettre 3 buts dans un match ça arrive, mais marquer 9 buts en 5 matchs, il faut se rendre compte de ce que cela signifie. Van Basten et Maradona n'ont jamais fait aussi fort que le Platini de 1984 ».
Mais affaibli par une pubalgie tenace, jouant sous infiltration, Michel Platini n'est pas véritablement en mesure de justifier sa réputation de meilleur joueur du monde à l'occasion de la Coupe du monde de football 1986 au Mexique. Il se montre pourtant décisif en plusieurs occasions, notamment contre l'Italie en huitième de finale (ouverture du score) et contre le Brésil en quart de finale (égalisation). Ce but inscrit le jour de son anniversaire restera le dernier de sa carrière chez les Bleus. Après une nouvelle élimination en demi-finale contre la RFA, Michel Platini doit se contenter de la troisième place finale (il ne disputa pas les petites finales des tournois 1982 et 1986).

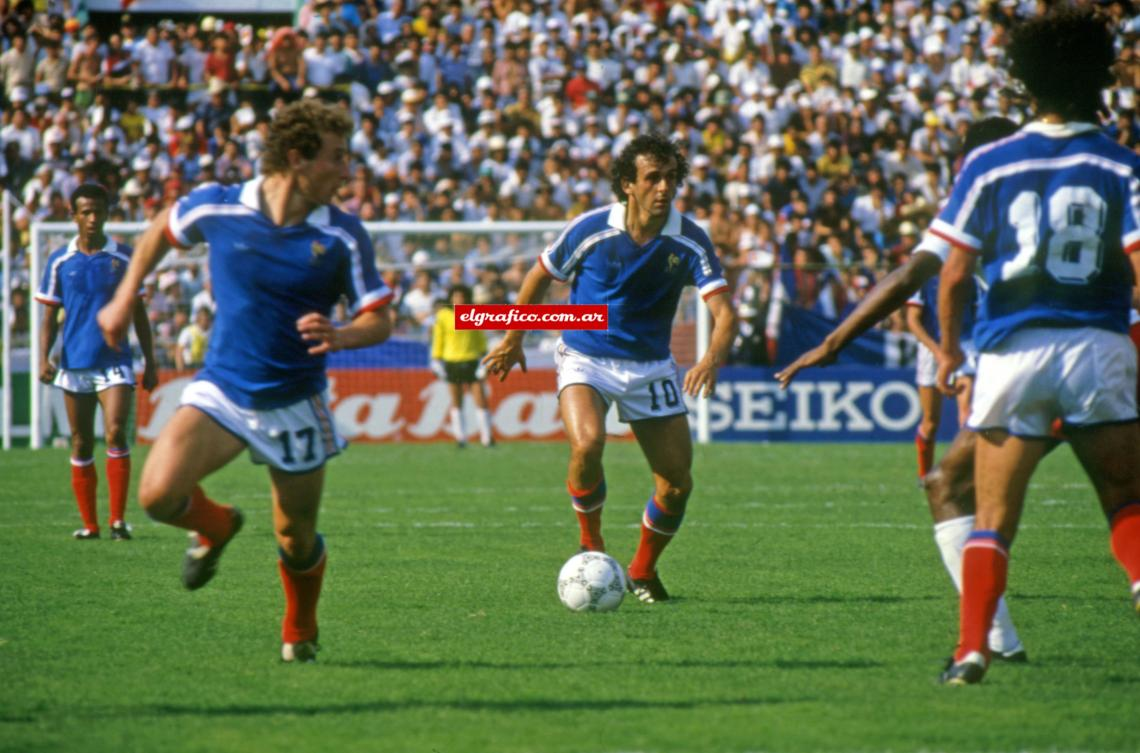
Michel Platini et Jean-Pierre Papin pendant la Coupe du monde 1986 disputée au Mexique.

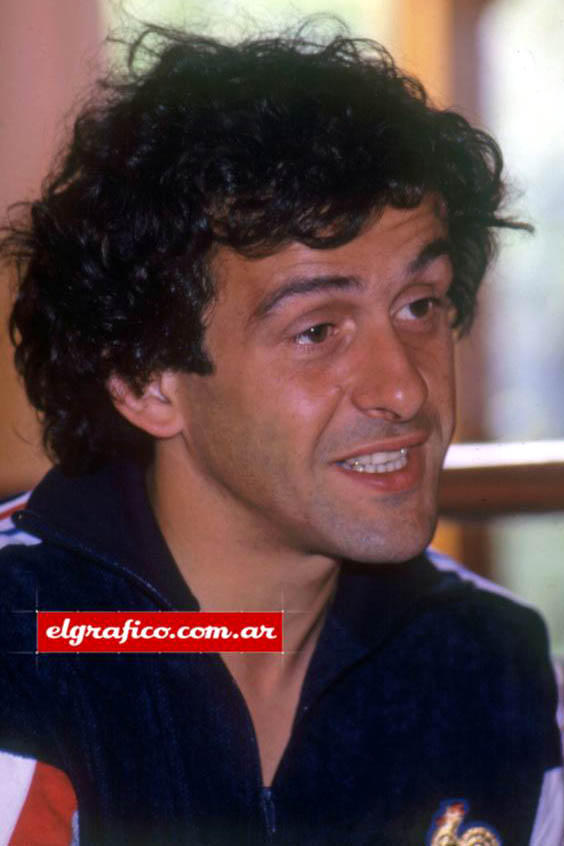
Michel Platini lors d'une interview pendant la Coupe du monde 1986.

Participant en pointillé à la campagne (infructueuse) de qualification pour l'Euro 1988, Michel Platini honore sa dernière sélection en bleu le 29 avril 1987 contre l'Islande (2-0).
En équipe de France, de 1976 à 1987, il marque 41 buts en 72 sélections, ce qui reste le record chez les Bleus jusqu'en octobre 2007.

### Sélectionneur de l'équipe de France (1988-1992)
À peine plus d'un an après sa retraite en tant que joueur, il est nommé sélectionneur de l'équipe de France de football le 1er novembre 1988. Il est assisté de Gérard Houllier, entraîneur et préparateur physique. Il remplace Henri Michel, poussé dehors à la suite de la mauvaise entame des Bleus dans les éliminatoires de la Coupe du monde 1990. L'arrivée de Michel Platini ne change rien et la France est absente du Mondial italien.
À la fin du mois de novembre 1988, Michel Platini se rend dans le golfe Persique où il doit assister au match d'ouverture de la coupe d'Asie des nations de football se tenant au Qatar le 2 décembre. Il est convié par l'émir du Koweït au match Koweït-URSS le 27 novembre. Il dispute à l'étonnement du banc soviétique les vingt-et-une premières minutes de la rencontre sous les couleurs du Koweït, se soldant par une défaite koweïtienne sur le score de deux buts à zéro. La FIFA compte ce match comme un match officiel international, Michel Platini compte donc une sélection en équipe du Koweït.
En janvier 1990, c'est toute la sélection française, dirigée par Michel Platini, qui se rend dans l'émirat désertique, pour un tournoi à trois avec le Koweït (0-1) et l'Allemagne de l'Est (0-3), également éliminée de la course au Mondial 1990. Ce déplacement a lieu en raison de l'amitié entre Michel Platini et le cheikh Fahad Al-Ahmed Al-Jaber Al-Sabah. Ce dernier, qui avait interrompu le match de la Coupe du monde 1982 France-Koweït, durant lequel Michel Platini avait marqué, reste président de la fédération koweïtienne jusqu'à son exécution lors de l'invasion irakienne.
Les échéances survenant après la Coupe du monde 1990 sont les éliminatoires de l'Euro 1992, organisé en Suède. Les hommes de Michel Platini se sortent avec brio de leur groupe de qualification en remportant leurs huit matchs (victoires notamment en Espagne et en Tchécoslovaquie) et, forts d'une série record de 19 matchs sans défaite, s'affirment parmi les favoris de la compétition. Mais une série médiocre de matchs amicaux préparatoires, puis surtout l'échec à l'Euro (élimination au premier tour, pas une seule victoire) le poussent à démissionner le 2 juillet 1992 après avoir dirigé les Bleus 29 fois. Son bilan à la tête de l'équipe de France est de 16 victoires, 8 matchs nuls et 5 défaites.
Il est le dernier porteur de la flamme olympique aux Jeux olympiques d'hiver d'Albertville en 1992.

### Le dirigeant

#### Vice-président de l'AS Nancy-Lorraine (1988-1989)
Lors de la saison 1988-1989, Michel Platini est vice-président de l'AS Nancy-Lorraine.

#### Coprésident du comité d'organisation du Mondial 1998 (1992-1998)
En 1992, il est nommé coprésident du comité d'organisation du Mondial 1998 avec Fernand Sastre.
Le 17 mai 2018, Michel Platini, invité de l'émission Stade Bleu de la radio France Bleu, a confié qu'une « petite magouille » a permis à la France d'éviter une confrontation avec le Brésil avant le stade de la finale lors de la Coupe du monde de football 1998.

#### Au sein des instances du football (depuis 1998)
Conseiller spécial du président de la Fédération internationale de football association (FIFA) après l'élection de Joseph Blatter en 1998, il devient vice-président de la Fédération française de football (FFF) en janvier 2001, et chargé à partir de mars 2005 du département international.

##### Président de l'UEFA (2007-2015)

###### Premier mandat

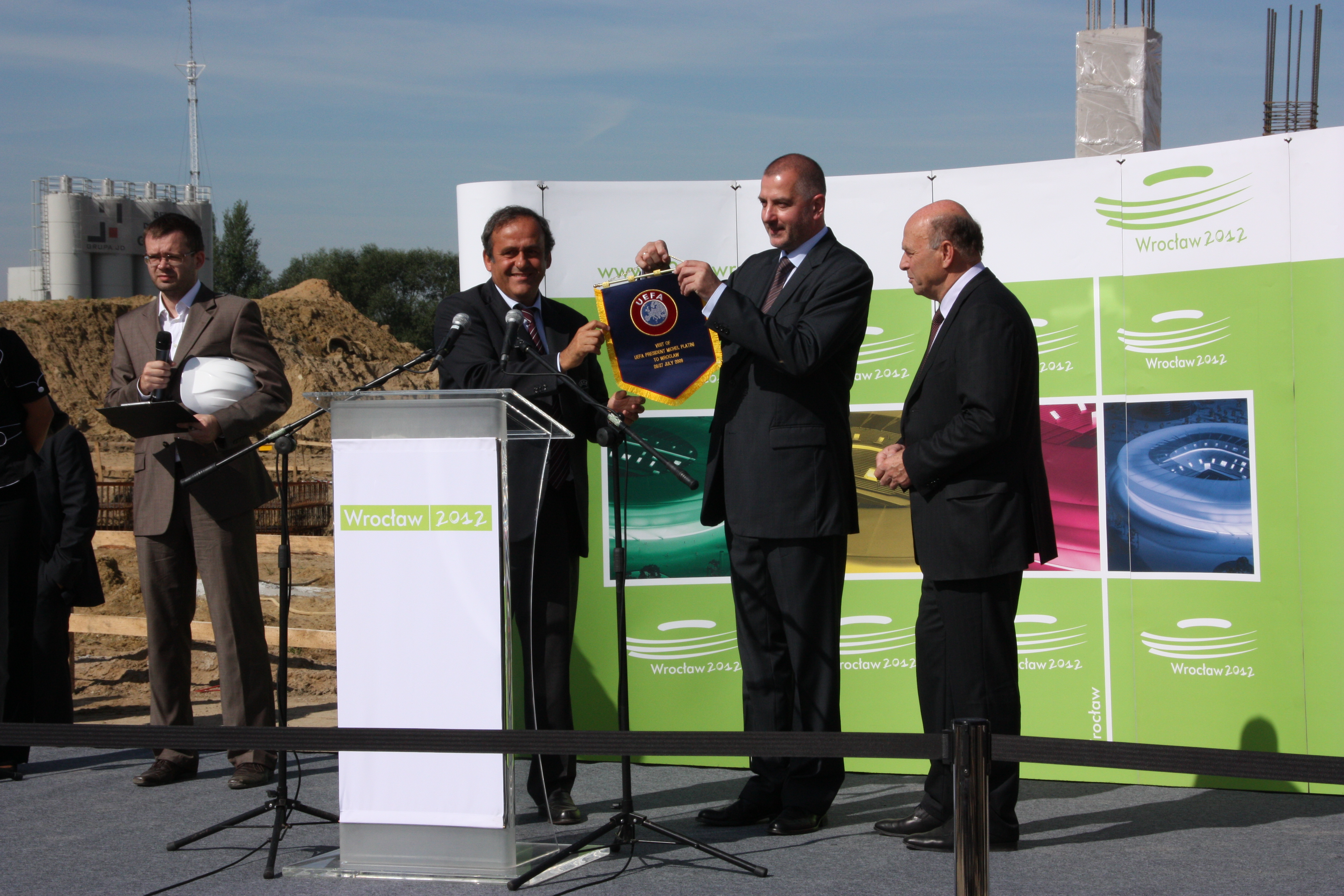
Michel Platini, Rafał Dutkiewicz et Grzegorz Lato à Wrocław, en Pologne (2009).

Membre du comité exécutif de l'Union des associations européennes de football (UEFA) et membre du Comité exécutif de la FIFA depuis avril 2002, il devient Président de l'UEFA le 26 janvier 2007 pour une durée de 4 ans. Il est élu à la majorité absolue au premier tour du scrutin du Congrès de Düsseldorf en Allemagne par les 52 fédérations membres de l'UEFA (1 fédération vaut 1 voix), avec 27 voix contre 23 (2 votes étant nuls). Son adversaire, le Suédois Lennart Johansson, 77 ans, était président de l'UEFA depuis 1990.
Son programme
Michel Platini a fondé son discours sur des vertus de solidarité et d’universalité avec notamment 5 points majeurs :
- Légitimité : davantage de pouvoir au comité exécutif qui sera renforcé comme instance décisionnaire et qui s'ouvrira plus aux petites nations du football, trop souvent oubliées.

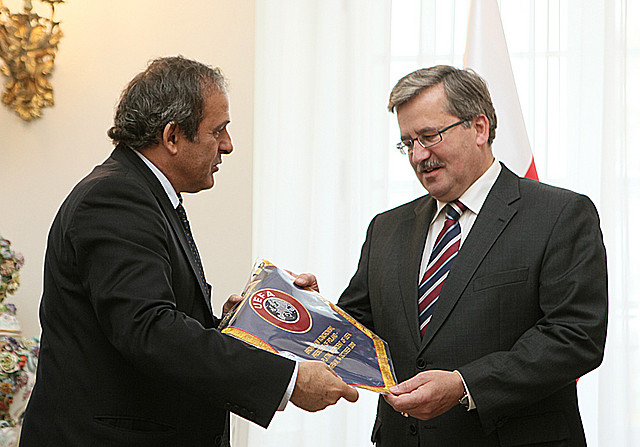
Michel Platini et le président de la république de Pologne Bronisław Komorowski (2010).

- Michel Platini et le président de la république de Pologne Bronisław Komorowski (2010).Solidarité : avec la continuation des programmes Hattrick et Top Executive destinés à aider les petites fédérations et une meilleure redistribution des recettes des grandes compétitions organisées par l'UEFA.
- Universalité : le système de qualification au Championnat d'Europe des Nations est maintenu mais un projet d'élargissement du nombre d'équipes participantes passant de 16 à 24 (pour permettre à des pays d'avoir leur chance). Dans le cadre de l'aide aux plus petites nations, Michel Platini propose aussi de limiter à 3 le nombre de clubs par nation directement qualifiés pour la Ligue des champions pour permettre à des nations rarement représentées d'avoir leur chance (projet largement critiqué par son adversaire du fait que c'est « un problème, une affaire de business » et que Platini prend trop en compte le football en oubliant le business ayant fait grandir l'UEFA).
- Unité : avec l'élaboration d'une Charte européenne de football définissant et permettant de conserver les valeurs du football ainsi que le rapprochement entre les associations nationales, l'UEFA et la FIFA.
- Lutte contre les fléaux du football : une volonté de combattre « le racisme, la xénophobie, les transactions financières douteuses, les paris clandestins, les dérives de la profession d'agent, le dopage ».

Michel Platini s'était prononcé en 1990 pour la vidéo. Il a depuis revu ses positions pour être maintenant opposé à cette technique,.
Le football, une exception culturelle
Une fois élu, Michel Platini milite pour faire du football une exception culturelle protégée des règles économiques et des contraintes légales inhérentes à l'Union européenne.
Défense des sélections nationales
Il réaffirme la priorité des sélections nationales pour le football européen à l'occasion de la conférence de l'UEFA pour les sélectionneurs des équipes nationales européennes organisée à Madrid du 20 au 22 septembre 2010.
Panama Papers
Michel Platini est cité dans l'affaire des Panama Papers en tant que propriétaire bénéficiaire d'une société offshore Balney Enterprises Corp., créée au Panama le 6 décembre 2007, soit onze mois après son élection à la présidence de l’UEFA, par le journal Le Monde et l'émission de télévision Cash Investigation, deux membres du Consortium international des journalistes d'investigation (ICIJ) à l'origine de l'affaire.
Qatargate
En 2013, l'hebdomadaire France Football et le mensuel So Foot évoquent une réunion secrète à l'Élysée organisée le 23 novembre 2010, soit une dizaine de jours avant le vote de la FIFA en faveur de la candidature du Qatar à la Coupe du monde de football de 2022, entre Nicolas Sarkozy, alors le président de la République française, Tamim ben Hamad Al Thani, prince héritier du Qatar, le président de l'UEFA, et Sébastien Bazin, représentant de Colony Capital, alors propriétaire du Paris Saint-Germain. Le journal France Football écrit :

« Au cours de cette réunion, il a tour à tour été question du rachat du Paris Saint-Germain par les Qataris (devenu effectif en juin 2011), d'une montée de leur actionnariat au sein du groupe Lagardère, de la création d'une chaîne de sport (la future BeIn sports) pour concurrencer Canal+ - que Sarkozy voulait fragiliser -, le tout en échange d'une promesse : que Platini (président de l'UEFA) ne donne pas sa voix aux États-Unis, comme il l'avait envisagé, mais au Qatar. »

Michel Platini est alors soupçonné d'assurer le lobbying de l’émirat et de conflit d'intérêts. En 2014, le Daily Telegraph rappelle que Laurent Platini le fils de Michel, est devenu en novembre 2011 directeur général de Pilatus Sports Management, une société suisse détenue par Qatar Sports Investments (QSI), puis de Burrda Sport liée également à ce fonds d'investissement. Michel Platini dément les accusations de corruption dans l'attribution du Mondial et s'estime « sali » par « des rumeurs sans fondements » du Daily Telegraph tandis que son fils Laurent, dont la compétence en tant que juriste spécialiste du monde du sport est reconnue par des responsables liés à ce monde (Charles Biétry, Mourad Boudjellal), réfute tout conflit d'intérêts.
En décembre 2017, Michel Platini est perquisitionné et auditionné comme suspect dans le cadre de l’enquête préliminaire pour « corruption » menée par le Parquet national financier sur l’attribution de la Coupe du monde au Qatar en 2022. En juin 2019, il est placé en garde à vue dans les locaux de l’Office central de lutte contre la corruption et les infractions financières et fiscales, dans le cadre de l’enquête pour corruption sur l’attribution : selon les informations de RMC Sport, les enquêteurs ont cherché à confronter les versions au sujet du déjeuner de l'Élysée de 2010.
En juin 2020, Mediapart révèle que d’après des écoutes et des rapports de synthèse judiciaires, Michel Platini a affirmé en 2019 au téléphone que le président de la République française Emmanuel Macron s’était engagé à l’« aider » judiciairement et qu’il était en contact avec le « responsable des sports » à l’Élysée à ce sujet. Selon ces mêmes écoutes, Michel Debacq, haut magistrat en poste à la Cour de cassation et proche d’Emmanuel Macron, s'est personnellement impliqué dans le dossier alors qu’il n’en était pas chargé.

###### Deuxième mandat
Unique candidat, il est réélu pour un second mandat de quatre ans lors du congrès de Paris le 22 mars 2011. Dans son discours inaugural, il évoque plusieurs chantiers, parmi lesquels, le fair-play financier, l'arbitrage, la lutte contre la corruption, ou encore, la place des sélections nationales, un thème récurrent du président de l'UEFA.

###### Troisième mandat et démission
Unique candidat, il est réélu pour un troisième mandat de quatre ans lors du congrès de Vienne, en Autriche, le 24 mars 2015 et nomme le réputé intègre Michael van Praag à l'une des 5 vice-présidences vacantes de l'institution. Le 29 juillet 2015, Michel Platini officialise sa candidature à la présidence de la FIFA. Il est, alors, selon ESPN, la personnalité la plus influente du football mondial. Le 25 septembre 2015, le procureur général de Suisse ouvre une procédure pénale contre Sepp Blatter pour soupçon d'un « paiement déloyal » de 1,83 million d'euros en faveur de Michel Platini. Le 8 octobre 2015, la commission d'éthique de la Fédération internationale de football suspend Michel Platini, en même temps que Sepp Blatter, de ses fonctions pour une durée de 90 jours. Michel Platini annonce alors faire appel de cette décision. Le 24 novembre 2015, la commission d'éthique de la FIFA requiert une radiation à vie de Michel Platini. Ángel María Villar lui succède par intérim à la tête de l'UEFA. Le 21 décembre 2015, cette même commission le reconnait coupable et condamne Michel Platini à huit ans de suspension de toute activité liée au football, ainsi qu'à une amende de 80 000 francs suisses.
Le 7 janvier 2016, Michel Platini retire sa candidature à la présidence de la FIFA, estimant n'avoir ni le temps ni les moyens de faire campagne. Le 24 février 2016, la cour d'appel de la FIFA réduit la suspension à six ans. Le 9 mai 2016, le Tribunal arbitral du sport confirme la suspension, mais la réduit à 4 ans. Il démissionne de la présidence de l'UEFA. Lors de l'Euro 2016 qui s'est déroulé en France, Michel Platini fait savoir avant le début de la compétition, qu'il n'assistera à aucun match, bien qu'il soit officiellement autorisé par la FIFA à être invité dans les stades. Il confirme sa décision lorsqu'il est invité pour la finale qui oppose l'équipe de France à l'équipe du Portugal. Le 14 septembre 2016, Michel Platini s'exprime une dernière fois à la tribune de l'UEFA lors de l'élection de son successeur Aleksander Čeferin.
Le 24 mai 2018, le procureur du Ministère public de la Confédération suisse, Cédric Remund, a informé dans une lettre écrite à l'avocat de Michel Platini, concernant l'affaire du paiement de 1,8 million d'euros sans contrat écrit : « Nous vous confirmons que la présente procédure n'est pas menée à l'encontre de votre mandant, Michel Platini, assure à Me Solari le procureur suisse. Nous pouvons également vous confirmer que votre mandant ne sera pas incriminé dans le cadre de la présente procédure ». Michel Platini déclare, le 26 mai 2018 à l'AFP : « J'espère que la FIFA aura le courage et la décence de lever ma suspension ». Michel Platini a fait appel devant la Cour européenne des droits de l'homme (CEDH), qui a rejeté son appel. Le 14 septembre 2018, Michel Platini dépose en France une plainte contre X pour « dénonciation calomnieuse » et « association de malfaiteurs en vue de commettre le délit de dénonciation calomnieuse », afin de savoir comment la justice suisse avait pu découvrir l'existence d'un versement de deux millions de francs suisses par la FIFA. Le 2 novembre 2018, il est cité dans l'enquête Football Leaks 2 sur le contournement des règles du fair-play financier.
En décembre 2019, parait un nouveau livre de Michel Platini, Entre nous, aux éditions de l'Observatoire, avec la collaboration de Jérôme Jessel, où il livre un témoignage limpide sur sa carrière de dirigeant et sa « vérité » sur l'affaire, qui l'a empêché de maintenir sa candidature comme président de la FIFA en 2015. Fin 2019, la FIFA a continué la bataille juridique en le poursuivant à nouveau, alors que le 24 mai 2018, le procureur du Ministère public de la Confédération suisse l'a blanchi pour les faits (paiement de 1,8 million d'euros sans contrat écrit) à l'origine de sa destitution de dirigeant. Le 5 avril 2022, Michel Platini porte plainte contre Gianni Infantino pour « trafic d’influence actif »,,.
Après six ans d'enquête et deux semaines de procès en Suisse, soupçonné d'« escroquerie, gestion déloyale, abus de confiance et faux dans les titres », Michel Platini est acquitté le 8 juillet 2022 par le tribunal pénal fédéral de Bellinzone, en Suisse,. Le même jugement est prononcé pour Sepp Blatter. Ils encouraient cinq ans de prison et le parquet avait requis mi-juin un an et huit mois de prison avec sursis. Michel Platini décide de contre-attaquer en portant plainte contre Gianni Infantino. Le 19 octobre 2022, le parquet suisse annonce faire appel de l'acquittement de Michel Platini et Sepp Blatter,. Le procès en appel se déroule en mars 2025. Le verdict, rendu le 25 mars, l'acquitte définitivement.

## Activités extra-sportives
Michel Platini est comme Zinédine Zidane parrain membre d'honneur de l'Association européenne contre les leucodystrophies (ELA).

## Vie personnelle
Le 21 décembre 1977, Michel Platini épouse Christèle Bigoni avec qui il a deux enfants : Laurent (né le 2 mars 1979, juriste spécialisé dans le sport) et Marine (née en 1980, comédienne).

### Autobiographie
En novembre 2019, il écrit avec Jérôme Jessel Entre-Nous (Editions de l'Observatoire), un livre qui retrace sa carrière de joueur et de dirigeant vendu à plus de 30 000 exemplaires et traduit en italien et en russe[réf. nécessaire].

## Statistiques

### Statistiques détaillées
| Saison                | Club                  | Championnat           | Championnat | Championnat | Coupe(s) nationale(s) | Coupe(s) nationale(s) | Compétition(s) continentale(s) | Compétition(s) continentale(s) | Compétition(s) continentale(s) | Supercoupe UEFA | Supercoupe UEFA | Coupe intercontinentale | Coupe intercontinentale | France | France | Total | Total |
| Saison                | Club                  | Division              | M.          | B.          | M.                    | B.                    | Comp.                          | M.                             | B.                             | M.              | B.              | M.                      | B.                      | M.     | B.     | M.    | B.    |
| 1972-1973             | AS Nancy-Lorraine     | D1                    | 5           | 2           | -                     | -                     | -                              | -                              | -                              | -               | -               | -                       | -                       | -      | -      | 5     | 2     |
| 1973-1974             | AS Nancy-Lorraine     | D1                    | 21          | 2           | 3                     | 0                     | -                              | -                              | -                              | -               | -               | -                       | -                       | -      | -      | 24    | 2     |
| 1974-1975             | AS Nancy-Lorraine     | D2                    | 32+1        | 17+0        | 7                     | 13                    | -                              | -                              | -                              | -               | -               | -                       | -                       | -      | -      | 40    | 30    |
| 1975-1976             | AS Nancy-Lorraine     | D1                    | 31          | 22          | 5                     | 6                     | -                              | -                              | -                              | -               | -               | -                       | -                       | 2      | 1      | 38    | 29    |
| 1976-1977             | AS Nancy-Lorraine     | D1                    | 38          | 25          | 1                     | 0                     | -                              | -                              | -                              | -               | -               | -                       | -                       | 8      | 4      | 47    | 29    |
| 1977-1978             | AS Nancy-Lorraine     | D1                    | 36          | 18          | 10                    | 7                     | -                              | -                              | -                              | -               | -               | -                       | -                       | 8      | 5      | 54    | 30    |
| 1978-1979             | AS Nancy-Lorraine     | D1                    | 19          | 12          | 5                     | 3                     | -                              | -                              | -                              | -               | -               | -                       | -                       | 2      | 0      | 26    | 15    |
| Sous-total            | Sous-total            | Sous-total            | 183         | 98          | 31                    | 29                    | -                              | 0                              | 0                              | 0               | 0               | 0                       | 0                       | 20     | 10     | 234   | 137   |
| 1979-1980             | AS Saint-Étienne      | D1                    | 33          | 16          | 7                     | 5                     | C3                             | 7                              | 5                              | -               | -               | -                       | -                       | 5      | 4      | 52    | 30    |
| 1980-1981             | AS Saint-Étienne      | D1                    | 35          | 20          | 10                    | 5                     | C3                             | 7                              | 4                              | -               | -               | -                       | -                       | 4      | 3      | 56    | 32    |
| 1981-1982             | AS Saint-Étienne      | D1                    | 36          | 22          | 8                     | 5                     | C1                             | 2                              | 0                              | -               | -               | -                       | -                       | 9      | 4      | 55    | 31    |
| Sous-total            | Sous-total            | Sous-total            | 104         | 58          | 25                    | 15                    | -                              | 16                             | 9                              | 0               | 0               | 0                       | 0                       | 18     | 11     | 163   | 93    |
| 1982-1983             | Juventus FC           | Serie A               | 30          | 16          | 13                    | 7                     | C1                             | 9                              | 5                              | -               | -               | -                       | -                       | 6      | 2      | 58    | 30    |
| 1983-1984             | Juventus FC           | Serie A               | 28          | 20          | 7                     | 3                     | C2                             | 8                              | 2                              | -               | -               | -                       | -                       | 9      | 12     | 52    | 37    |
| 1984-1985             | Juventus FC           | Serie A               | 30          | 18          | 7                     | 4                     | C1                             | 9                              | 7                              | 1               | 0               | -                       | -                       | 5      | 2      | 52    | 31    |
| 1985-1986             | Juventus FC           | Serie A               | 30          | 12          | 4                     | 1                     | C1                             | 6                              | 3                              | -               | -               | 1                       | 1                       | 11     | 4      | 52    | 21    |
| 1986-1987             | Juventus FC           | Serie A               | 29          | 2           | 8                     | 1                     | C1                             | 4                              | 2                              | -               | -               | -                       | -                       | 3      | 0      | 44    | 5     |
| Sous-total            | Sous-total            | Sous-total            | 147         | 68          | 39                    | 16                    | -                              | 36                             | 20                             | 1               | 0               | 1                       | 1                       | 34     | 20     | 258   | 125   |
| Total sur la carrière | Total sur la carrière | Total sur la carrière | 434         | 224         | 95                    | 60                    | -                              | 52                             | 29                             | 1               | 0               | 1                       | 1                       | 72     | 41     | 655   | 355   |

### Buts en sélection
| no | Date               | Lieu          | Adversaire           | Résultat                | Compétition                             |
| -- | ------------------ | ------------- | -------------------- | ----------------------- | --------------------------------------- |
| 1  | 27 mars 1976       | Paris         | Tchécoslovaquie      | 2-2                     | Match amical                            |
| 2  | 1er septembre 1976 | Copenhague    | Danemark             | 1-1                     | Match amical                            |
| 3  | 9 octobre 1976     | Sofia         | Bulgarie             | 2-2                     | Éliminatoires de la Coupe du monde 1978 |
| 4  | 17 novembre 1976   | Paris         | République d'Irlande | 2-0                     | Éliminatoires de la Coupe du monde 1978 |
| 5  | 23 avril 1977      | Genève        | Suisse               | 4-0                     | Match amical                            |
| 6  | 16 novembre 1977   | Paris         | Bulgarie             | 3-1                     | Éliminatoires de la Coupe du monde 1978 |
| 7  | 8 février 1978     | Naples        | Italie               | 2-2                     | Match amical                            |
| 8  | 1er avril 1978     | Paris         | Brésil               | 1-0                     | Match amical                            |
| 9  | 19 mai 1978        | Lille         | Tunisie              | 2-0                     | Match amical                            |
| 10 | 6 juin 1978        | Buenos Aires  | Argentine            | 1-2                     | Coupe du monde 1978                     |
| 11 | 5 septembre 1979   | Stockholm     | Suède                | 3-1                     | Éliminatoires Euro 1980                 |
| 12 | 10 octobre 1979    | Paris         | États-Unis           | 3-0                     | Match amical                            |
| 13 | 27 février 1980    | Paris         | Grèce                | 5-1                     | Match amical                            |
| 14 | 27 février 1980    | Paris         | Grèce                | 5-1                     | Match amical                            |
| 15 | 11 octobre 1980    | Limassol      | Chypre               | 7-0                     | Éliminatoires de la Coupe du monde 1982 |
| 16 | 11 octobre 1980    | Limassol      | Chypre               | 7-0                     | Éliminatoires de la Coupe du monde 1982 |
| 17 | 28 octobre 1980    | Paris         | République d'Irlande | 2-0                     | Éliminatoires de la Coupe du monde 1982 |
| 18 | 14 octobre 1981    | Dublin        | République d'Irlande | 2-3                     | Éliminatoires de la Coupe du monde 1982 |
| 19 | 18 novembre 1981   | Paris         | Pays-Bas             | 2-0                     | Éliminatoires de la Coupe du monde 1982 |
| 20 | 23 février 1982    | Paris         | Italie               | 2-0                     | Match amical                            |
| 21 | 21 juin 1982       | Valladolid    | Koweït               | 4-1                     | Coupe du monde 1982                     |
| 22 | 8 juillet 1982     | Séville       | Allemagne            | 3-3 a.p., 4-5 aux t.a.b | Coupe du monde 1982                     |
| 23 | 10 novembre 1982   | Rotterdam     | Pays-Bas             | 2-1                     | Match amical                            |
| 24 | 7 septembre 1983   | Copenhague    | Danemark             | 1-3                     | Match amical                            |
| 25 | 29 février 1984    | Paris         | Angleterre           | 2-0                     | Match amical                            |
| 26 | 29 février 1984    | Paris         | Angleterre           | 2-0                     | Match amical                            |
| 27 | 12 juin 1984       | Paris         | Danemark             | 1-0                     | Euro 1984                               |
| 28 | 16 juin 1984       | Nantes        | Belgique             | 5-0                     | Euro 1984                               |
| 29 | 16 juin 1984       | Nantes        | Belgique             | 5-0                     | Euro 1984                               |
| 30 | 16 juin 1984       | Nantes        | Belgique             | 5-0                     | Euro 1984                               |
| 31 | 19 juin 1984       | Saint-Étienne | Yougoslavie          | 3-2                     | Euro 1984                               |
| 32 | 19 juin 1984       | Saint-Étienne | Yougoslavie          | 3-2                     | Euro 1984                               |
| 33 | 19 juin 1984       | Saint-Étienne | Yougoslavie          | 3-2                     | Euro 1984                               |
| 34 | 23 juin 1984       | Marseille     | Portugal             | 3-2 a.p.                | Euro 1984                               |
| 35 | 27 juin 1984       | Paris         | Espagne              | 2-0                     | Euro 1984                               |
| 36 | 13 octobre 1984    | Luxembourg    | Luxembourg           | 4-0                     | Éliminatoires de la Coupe du monde 1986 |
| 37 | 21 novembre 1984   | Paris         | Bulgarie             | 1-0                     | Éliminatoires de la Coupe du monde 1986 |
| 38 | 16 novembre 1985   | Paris         | Yougoslavie          | 2-0                     | Éliminatoires de la Coupe du monde 1986 |
| 39 | 16 novembre 1985   | Paris         | Yougoslavie          | 2-0                     | Éliminatoires de la Coupe du monde 1986 |
| 40 | 17 juin 1986       | Mexico        | Italie               | 2-0                     | Coupe du monde 1986                     |
| 41 | 21 juin 1986       | Guadalajara   | Brésil               | 1-1 a.p., 4-3 aux t.a.b | Coupe du monde 1986                     |

## Palmarès du joueur

### En club
Michel Platini remporte avec son club formateur, l'AS Nancy-Lorraine, son premier titre, le championnat de France de division 2. Il est auparavant finaliste de la Coupe Gambardella 1973-1974 sous les ordres de son père. Michel Platini gagne également avec cette équipe la Coupe de France en 1978. Il est le meilleur buteur de l'histoire de l'AS Nancy-Lorraine en Division 1. Avec l'AS Saint-Étienne, il est champion de France en 1981 et termine vice-champion en 1982. Il est également finaliste de la Coupe de France en 1981 et 1982. Il dispute au total neuf saisons en division 1 pour 254 matchs disputés et 139 buts inscrits.
Avec la Juventus de Turin, au niveau européen, il gagne la Coupe des clubs champions européens en 1985 terminant meilleur buteur de la compétition avec sept buts inscrits. Il est finaliste de cette coupe en 1983. Il remporte également la Coupe des Coupes en 1984, la Supercoupe de l'UEFA en 1984 et la Coupe intercontinentale en 1985. Sur le plan national, il remporte deux championnats d'Italie en 1984 et 1986 et termine vice-champion en 1983 et 1987. Il est à trois reprises meilleur buteur (capocannoniere) du championnat en 1983, 1984 et 1985. Il est également vainqueur de la Coupe d'Italie en 1983 et du Mondial des Clubs en 1983 (it).

### En sélection nationale
En équipe de France, Michel Platini compte 72 sélections et porte le brassard de capitaine à 50 reprises de 1979 à 1987. Il possède jusqu'en 2007 le record du nombre de buts marqués en équipe de France avec 41 buts entre 1976 et 1987 (battu depuis par Thierry Henry, Olivier Giroud, Kylian Mbappé et Antoine Griezmann). Il termine avec les Bleus quatrième de la Coupe du monde 1982 puis remporte le championnat d'Europe des Nations en 1984 en étant le meilleur buteur de la compétition avec neuf buts inscrits. Vainqueur de la Coupe intercontinentale des nations en 1985, Michel Platini termine ensuite troisième de la Coupe du monde 1986.
| AS Nancy-Lorraine (2)                                                                    | AS Saint-Étienne (1)                                                                     | Juventus (7) | Équipe de France (2) |
| ---------------------------------------------------------------------------------------- | ---------------------------------------------------------------------------------------- | --- | --- |
| - Championnat de France D2 (1) - Champion : 1975 - Coupe de France (1) - Champion : 1978 | - Championnat de France (1) - Champion : 1981 - Coupe de France - Finaliste : 1981, 1982 | - Championnat d'Italie (2) - Champion : 1984, 1986 - Coupe de d'Italie (1) - Vainqueur : 1983 - Ligue des champions (1) - Vainqueur : 1985 - Finaliste : 1983 - Coupe des Coupes (1) - Vainqueur : 1984 - Supercoupe de l'UEFA (1) - Vainqueur : 1984 - Coupe intercontinentale (1) - Vainqueur : 1985 | - Coupe du monde - Troisième : 1986 - Quatrième : 1982 - Championnat d'Europe (1) - Vainqueur : 1984 - Coupe intercontinentale des nations (1) - Vainqueur : 1985 |

## Palmarès d'entraîneur

### En équipe de France
- Vainqueur du Tournoi du Koweït en 1990.

## Distinctions personnelles et records
- Ballon d'or : 1983, 1984 et 1985.
- Champion des champions français par L'Équipe en 1977 et 1984.
- Onze d'or : 1983, 1984 et 1985.
- Onze d'argent en 1977.
- Joueur de l'année World Soccer Awards en 1984 et 1985.
- Joueur français de l'année par France Football en 1976 et 1977.
- Meilleur buteur du championnat d'Italie : 1983 (16 buts), 1984 (20 buts) et 1985 (18 buts).
- Meilleur buteur de la coupe des clubs champions européens : 1985 (7 buts).
- Meilleur joueur du championnat d'Italie Guerin : 1984.
- Meilleur joueur du championnat d'Europe : 1984.
- Meilleur joueur de la coupe intercontinentale : 1985.
- Meilleur joueur du Mundialito des clubs (Coppa Super Clubs) : 1983.
- Chevron Awards : 1983 et 1985 (ratio buts / match).
- Nommé au FIFA 100 (liste des meilleurs joueurs vivants de tous les temps) en 2004.
- Membre de l'équipe mondiale du XXe siècle FIFA en 1998.
- Membre de l'équipe type du Championnat d'Europe de football 1984.
- Membre de l'équipe de France qui possède le plus fort pourcentage de victoires (1984, 100 %)[102].
- Plus grand nombre de buts dans une seule phase finale du championnat d'Europe[103].
- Plus grand nombre de buts dans un seul match de phase finale du championnat d'Europe[103].
- Joueur du siècle de la Juventus de Turin.
- Joueur français du siècle L'Équipe 2000.
- 4e meilleur buteur français de l'histoire toutes compétitions confondues (354 buts)[104].
- 6e footballeur du siècle Football Family FIFA 2000.
- 7e footballeur du siècle International Federation of Football History & Statistics (IFFHS).
- 8e footballeur du siècle Placar 2001.
- Élu footballeur français du siècle par France Football en 1999.
- Élu meilleur joueur de toute l'histoire des Bleus par France Football en 2004.
- Nommé dans la Dream Team FIFA en 2002[105].
- Élu dans le XI de légende de tous les temps de l'équipe de France selon les internautes de L'Équipe en 2020[106].
- 2e du Top 50 des meilleurs joueurs de l'histoire de l'équipe de France en 2020[107].
- Entraîneur mondial de l'année World Soccer Awards : 1991.
- Entraîneur européen de l'année El País : 1991.
- Trophée de Légende du sport : 2019.
- Prix spécial Globe Soccer Awards en 2012[108].
- Prix Artemio Franchi : 2003.
- Promu Gloire du sport en 1999[109].
- Trophée d'argent du Centenaire de la ligue anglaise (meilleur joueur).
- Dernier porteur de la flamme olympique pour les Jeux d'Albertville en 1992.
- Médaillé de l'Académie des sports : 1976.
- Chevalier de la Légion d'honneur du 29 avril 1985.
- Officier de la Légion d'honneur du 13 juillet 1998[110].
- Prix Guy Wildenstein de l'Académie des sports : 1977.
- Prix Henri Deutsch de la Meurthe de l'Académie des sports : 1984.
- Prix Emmanuel Rodocanachi de l'Académie des Sports avec l'ensemble de l'équipe de France, déclarée meilleure équipe française de l'année (à la suite de son premier titre européen) : 1984.
- Prix Alain Danet de l'Académie des sports : 1997 (pour sa carrière d'après joueur; seul sportif français à avoir été distingué à cinq reprises par l'Académie).